# Eid og Volls kommun
Eid og Volls kommun (norska: Eid og Voll kommune) var en kommun i Møre og Romsdal fylke i Norge. Kommunen omfattade ett område i den västra delen av nuvarande Rauma kommun. Tätorten Voll utgjorde kommunens centralort.

## Administrativ historik
Voll og Eids kommun upprättades den 1 januari 1840 genom utbrytning ur Gryttens kommun.
1863 bytte kommunen namn från Voll og Eids kommun till Eid og Volls kommun.
Den 1 januari 1874 delades kommunen i två och de båda kommunerna Eid respektive Voll bildades. Den gamla kommunen hade vid delningen totalt 1 743 invånare.